# Spathius pedicularis
Spathius pedicularis är en stekelart som beskrevs av Statz 1936. Spathius pedicularis ingår i släktet Spathius och familjen bracksteklar. Inga underarter finns listade i Catalogue of Life.